# Stefan Andres (duchowny)
Stefan Andres (ur. 1 lipca 1901 we wsi Gole, zm. 11 lutego 1985 w Warszawie) – polski duchowny baptystyczny, w latach 1948–1962 członek Naczelnej Rady Polskiego Kościoła Chrześcijan Baptystów (PKChB), działacz ekumeniczny.
Ukończył Wyższą Szkołę Dramatyczną w Krakowie, teologię studiował na baptystycznym seminarium w Hamburgu. W 1947 roku został ordynowany na prezbitera. Powierzono mu opiekę nad okręgiem lubelskim. W latach 1948–1962 zasiadał w Naczelnej Radzie Kościoła, pełniąc funkcję sekretarza.
Był jednym z trzech baptystycznych sygnatariuszy członków założycieli PRE. W latach 1964–1967 był skarbnikiem PRE. Był jednym z prekursorów propagowania idei ekumenicznych w Kościele baptystycznym.